# Las Ramaditas
Las Ramaditas är en ort i Mexiko.   Den ligger i kommunen San Marcos och delstaten Guerrero, i den södra delen av landet, 300 km söder om huvudstaden Mexico City. Las Ramaditas ligger 8 meter över havet och antalet invånare är 152.
Terrängen runt Las Ramaditas är mycket platt. Havet är nära Las Ramaditas åt sydväst.  Närmaste större samhälle är Cruz Grande, 17,4 km nordost om Las Ramaditas. 